# Cordyceps
Die Gattung Cordyceps gehört zu den Schlauchpilzen (Ascomycota). Cordyceps-Arten parasitieren Gliederfüßer (Arthropoda) und bilden bleiche oder hell gefärbte Fruchtkörper mit fleischigen Stromata.
Die Typusart ist die Puppen-Kernkeule (Cordyceps militaris).
Verschiedene Cordyceps-Arten werden seit mehr als 1.500 Jahren in der chinesischen Medizin verwendet.

## Merkmale

### Makroskopische Merkmale
Die parasitären Pilze durchwachsen den Wirt und bilden zuerst ein Subiculum, aus dem dann Sammelfruchtkörper, sogenannte Stromata, wachsen. Diese und das Subiculum sind bleich oder hell pigmentiert und fleischig. Die eigentlichen, kleinen Fruchtkörper, die Perithezien, sind oberflächlich bis vollständig im Stroma eingesenkt.

### Mikroskopische Merkmale
Die farblosen und zylindrischen Schläuche haben verdickte Spitzen. Die darin gebildeten farblosen und zylindrischen Sporen sind mehrfach septiert und zerfallen in Teilsporen oder nicht. Selten besitzen sie an den spindelförmigen Enden eine gewindeartige Struktur.

## Ökologie
Cordyceps-Arten befallen Larven oder Puppen verschiedener Insekten in Laubstreu, in Moosen oder oberen Bodenschichten. So kommt z. B. die in Europa verbreitete Puppen-Kernkeule auf toten Raupen größerer Schmetterlinge vor. Arten, die Hirschtrüffel befallen, werden jetzt durchwegs der Gattung Elaphocordyceps zugeordnet.

## Systematik und Verbreitung
Die Erstbeschreibung von Cordyceps erfolgte in Johann Heinrich Friedrich Link: Handbuch zur Erkennung der nutzbarsten und am häufigsten vorkommenden Gewächse, 1833, S. 346. Die Typusart ist die Puppen-Kernkeule (Cordyceps militaris). Sie umfasste ursprünglich alle Kernkeulen, die durch ihre parasitische Lebensweise auf Insekten oder Hirschtrüffel und ihren fleischigen oder gestielten Fruchtkörper charakterisiert waren. Phylogenetische Untersuchungen ergaben aber eine Aufteilung in drei Kladen.
Die Gattung Cordyceps s. l. kommt weltweit vor, außer in der Antarktis. In Europa kommen nur wenige Arten vor bzw. sind dort zu erwarten. Eine Auflistung in der Taxon list of fungi and fungal-like organisms from Germany der Deutschen Gesellschaft für Mykologie listet für Deutschland noch acht Arten, darunter  Nadelsporige Kernkeule (Cordyceps bifusispora), Cordyceps memorabilis, Puppen-Kernkeule (Cordyceps militaris) und Höckerige Kernkeule (Cordyceps tuberculata). Alle anderen Arten von Kernkeulen wurden den Gattungen Elaphocordyceps oder Ophiocordyceps zugeordnet.
Etliche Kernkeulen bedürfen noch einer molekulargenetischen Analyse, um sie eindeutig den drei Splittergattungen Cordyceps s. str., Elaphocordyceps und Ophiocordyceps zuzuordnen. Folgende bereits untersuchten Taxa gehören der Gattung Cordyceps im engeren Sinne an:
| Cordyceps weltweit | | |                                |                               |
| \| Deutscher Name \| Wissenschaftlicher Name \| Autorenzitat \| Anamorphe \| Autorenzitat \| \| ---------------------- \| ------------------------------------------------------------------------------------------------------------------------------------------ \| ---------------------------------------------------------------------------------------------------------------------------------- \| ------------------------------ \| ----------------------------- \| \| \| Cordyceps ampullacea \| Kobayasi & Shimizu 1982 \| \| \| \| \| Cordyceps bassiana \| z. Z.Li, C.R.Li, B. Huang & M.Z.Fan 2001 \| Beauveria bassiana \| (Bals.) Vuill. \| \| \| Cordyceps belizensis \| Mains 1940 \| \| \| \| Nadelsporige Kernkeule \| Cordyceps bifusispora \| O.E.Erikss. 1982 \| Septofusidium bifusisporum \| Z.Y.Liu, Z.Q. Liang & A.Y.Liu \| \| \| Cordyceps brongniartii \| Shimazu 1988 \| Beauveria brongniartii \| (Sacc.) Petch \| \| \| Cordyceps chichibuënsis \| Kobayasi & Shimizu 1980 \| \| \| \| \| Cordyceps coccinea \| Penz. & Sacc. 1897 \| \| \| \| \| Cordyceps coccinea var. subochracea \| Penz. & Sacc. 1901 \| \| \| \| \| Cordyceps confragosa syn. Torrubiella confragosa \| (Mains) G.H. Sung, J.M. Sung, Hywel-Jones & Spatafora 2007 syn. Mains 1949 \| Lecanicillium lecanii \| (Zimm.) Zare & W.Gams \| \| \| Cordyceps erotyli \| Petch 1937 \| \| \| \| \| Cordyceps exasperata \| A.F.Vital 1956 \| \| \| \| \| Cordyceps flavobrunnescens \| Henn. 1900 \| \| \| \| \| Cordyceps formosana \| Kobayasi & Shimizu 1981 \| \| \| \| \| Cordyceps gryllotalpae \| Lloyd 1920 \| \| \| \| \| Cordyceps hepialidicola \| Kobayasi & Shimizu 1983 \| \| \| \| \| Cordyceps isarioides \| M.A.Curtis 1895 \| \| \| \| \| Cordyceps kyusyuënsis \| A.Kawam. 1955 \| Sporotrichum formosanum \| Kobayasi \| \| \| Cordyceps locustiphila \| Henn. 1904 \| \| \| \| \| Cordyceps memorabilis \| (Cesati 1861) Saccardo 1878 \| \| \| \| Puppen-Kernkeule \| Cordyceps militaris syn. Clavaria militaris syn. Hypoxylon militare syn. Xylaria militaris syn. Sphaeria militaris syn. Torrubia militaris \| (L.: Fr.) Fr. 1818 syn. L. 1753 syn. (L.) Mérat 1821 syn. (L.) Gray 1821 syn. (L.: Fr.) Fr. 1823 syn. (L.: Fr.) Tul. & C.Tul. 1865 \| Lecanicillium \| \| \| \| Cordyceps miryensis \| Henn. 1904 \| \| \| \| \| Cordyceps mitrata \| Pat. 1898 \| \| \| \| \| Cordyceps nikkoënsis \| Kobayasi 1941 \| \| \| \| \| Cordyceps ninchukispora syn. Phytocordyceps ninchukispora \| (C.H.Su & H.H.Wang) G.H. Sung, J.M.Sung, Hywel-Jones & Spatafora 2007 syn. C.H.Su & H.-H.Wang 1986 \| Acremonium[7] \| \| \| \| Cordyceps ochraceostromata \| Kobayasi & Shimizu 1980 \| \| \| \| \| Cordyceps ogurasanensis \| Kobayasi & Shimizu 1982 \| \| \| \| \| Cordyceps oncoperae \| P.J.Wright 1994 \| \| \| \| \| Cordyceps polyarthra syn. Cordyceps subpolyarthra syn. Cordyceps concurrens \| A.Möller 1901 syn. Henn. 1902 syn. Lloyd 1923 \| Isaria tenuipes \| Peck \| \| \| Cordyceps pruinosa \| Petch 1924 \| Mariannaea pruinosa \| Z.Q.Liang \| \| \| Cordyceps rosea \| Kobayasi & Shimizu 1982 \| \| \| \| \| Cordyceps roseostromata \| Kobayasi & Shimizu 1983 \| \| \| \| \| Cordyceps scarabaeicola \| Kobayasi 1976 \| Beauveria \| \| \| \| Cordyceps singeri \| Mains 1954 \| \| \| \| \| Cordyceps spegazzinii \| M.S. Torres, J.F.White & J.F.Bisch. 2006 \| Evlachovaea \| \| \| \| Cordyceps staphylinidicola \| Kobayasi & Shimizu 1982 (beschrieben als Cordyceps staphylinidaecola) \| Beauveria \| \| \| \| Cordyceps takaomontana \| Yakush. & Kumaz. 1941 \| Isaria tenuipes \| Peck \| \| \| Cordyceps tarapotensis \| Henn. 1904 \| \| \| \| \| Cordyceps termitophila \| Kobayasi & Shimizu 1978 \| \| \| \| \| Cordyceps truncata \| Moureau 1949 \| \| \| \| Höckerige Kernkeule \| Cordyceps tuberculata [var. typica] syn. Acrophyton tuberculatum syn. Torrubia sphingum syn. Cordyceps sphingum \| (Lebert) Maire 1917 [Kobayasi] syn. Lebert 1858 syn. Tul. & C.Tul. 1865 syn. (Tul. & C.Tul.) Berk. & M.A.Curtis 1868 \| Akanthomyces pistillariiformis \| (Pat.) Samson & H.C.Evans \| \| \| Cordyceps tuberculata var. terminalis f. cockerellii syn. Ophionectria cockerellii syn. Cordyceps cockerellii \| (Ellis & Everh.) Kobayasi 1941 syn. Ellis & Everh. 1892 syn. (Ellis & Everh.) Ellis 1910 \| \| \| \| \| Cordyceps tuberculata var. terminalis f. crista syn. Cordyceps crista \| (A. Möller) Kobayasi 1941 syn. A.Möller 1901 \| \| \| \| \| Cordyceps tuberculata var. terminalis f. genuina \| Kobayasi 1941 Kobayasi \| \| \| \| \| Cordyceps tuberculata var. tuberculata f. moelleri syn. Cordyceps moelleri \| (Henn.) Kobayasi 1941 syn. Henn. 1897 \| \| \| \| \| Cordyceps typhuliformis \| Berk. & Cooke 1884 (beschrieben als Cordyceps typhulaeformis) \| \| \| \| \| Cordyceps washingtonensis \| Mains 1947 \| \| \| | | |                                |                               |
| Deutscher Name | Wissenschaftlicher Name | Autorenzitat | Anamorphe                      | Autorenzitat                  |
| | Cordyceps ampullacea | Kobayasi & Shimizu 1982 |                                |                               |
| | Cordyceps bassiana | z. Z.Li, C.R.Li, B. Huang & M.Z.Fan 2001                                                                                           | Beauveria bassiana             | (Bals.) Vuill.                |
| | Cordyceps belizensis | Mains 1940 |                                |                               |
| Nadelsporige Kernkeule | Cordyceps bifusispora | O.E.Erikss. 1982 | Septofusidium bifusisporum     | Z.Y.Liu, Z.Q. Liang & A.Y.Liu |
| | Cordyceps brongniartii | Shimazu 1988 | Beauveria brongniartii         | (Sacc.) Petch                 |
| | Cordyceps chichibuënsis | Kobayasi & Shimizu 1980 |                                |                               |
| | Cordyceps coccinea | Penz. & Sacc. 1897 |                                |                               |
| | Cordyceps coccinea var. subochracea | Penz. & Sacc. 1901 |                                |                               |
| | Cordyceps confragosa syn. Torrubiella confragosa                                                                                           | (Mains) G.H. Sung, J.M. Sung, Hywel-Jones & Spatafora 2007 syn. Mains 1949                                                         | Lecanicillium lecanii          | (Zimm.) Zare & W.Gams         |
| | Cordyceps erotyli | Petch 1937 |                                |                               |
| | Cordyceps exasperata | A.F.Vital 1956 |                                |                               |
| | Cordyceps flavobrunnescens | Henn. 1900 |                                |                               |
| | Cordyceps formosana | Kobayasi & Shimizu 1981 |                                |                               |
| | Cordyceps gryllotalpae | Lloyd 1920 |                                |                               |
| | Cordyceps hepialidicola | Kobayasi & Shimizu 1983 |                                |                               |
| | Cordyceps isarioides | M.A.Curtis 1895 |                                |                               |
| | Cordyceps kyusyuënsis | A.Kawam. 1955 | Sporotrichum formosanum        | Kobayasi                      |
| | Cordyceps locustiphila | Henn. 1904 |                                |                               |
| | Cordyceps memorabilis | (Cesati 1861) Saccardo 1878 |                                |                               |
| Puppen-Kernkeule | Cordyceps militaris syn. Clavaria militaris syn. Hypoxylon militare syn. Xylaria militaris syn. Sphaeria militaris syn. Torrubia militaris | (L.: Fr.) Fr. 1818 syn. L. 1753 syn. (L.) Mérat 1821 syn. (L.) Gray 1821 syn. (L.: Fr.) Fr. 1823 syn. (L.: Fr.) Tul. & C.Tul. 1865 | Lecanicillium                  |                               |
| | Cordyceps miryensis | Henn. 1904 |                                |                               |
| | Cordyceps mitrata | Pat. 1898 |                                |                               |
| | Cordyceps nikkoënsis | Kobayasi 1941 |                                |                               |
| | Cordyceps ninchukispora syn. Phytocordyceps ninchukispora                                                                                  | (C.H.Su & H.H.Wang) G.H. Sung, J.M.Sung, Hywel-Jones & Spatafora 2007 syn. C.H.Su & H.-H.Wang 1986                                 | Acremonium                     |                               |
| | Cordyceps ochraceostromata | Kobayasi & Shimizu 1980 |                                |                               |
| | Cordyceps ogurasanensis | Kobayasi & Shimizu 1982 |                                |                               |
| | Cordyceps oncoperae | P.J.Wright 1994 |                                |                               |
| | Cordyceps polyarthra syn. Cordyceps subpolyarthra syn. Cordyceps concurrens                                                                | A.Möller 1901 syn. Henn. 1902 syn. Lloyd 1923                                                                                      | Isaria tenuipes                | Peck                          |
| | Cordyceps pruinosa | Petch 1924 | Mariannaea pruinosa            | Z.Q.Liang                     |
| | Cordyceps rosea | Kobayasi & Shimizu 1982 |                                |                               |
| | Cordyceps roseostromata | Kobayasi & Shimizu 1983 |                                |                               |
| | Cordyceps scarabaeicola | Kobayasi 1976 | Beauveria                      |                               |
| | Cordyceps singeri | Mains 1954 |                                |                               |
| | Cordyceps spegazzinii | M.S. Torres, J.F.White & J.F.Bisch. 2006                                                                                           | Evlachovaea                    |                               |
| | Cordyceps staphylinidicola | Kobayasi & Shimizu 1982 (beschrieben als Cordyceps staphylinidaecola)                                                              | Beauveria                      |                               |
| | Cordyceps takaomontana | Yakush. & Kumaz. 1941 | Isaria tenuipes                | Peck                          |
| | Cordyceps tarapotensis | Henn. 1904 |                                |                               |
| | Cordyceps termitophila | Kobayasi & Shimizu 1978 |                                |                               |
| | Cordyceps truncata | Moureau 1949 |                                |                               |
| Höckerige Kernkeule | Cordyceps tuberculata [var. typica] syn. Acrophyton tuberculatum syn. Torrubia sphingum syn. Cordyceps sphingum                            | (Lebert) Maire 1917 [Kobayasi] syn. Lebert 1858 syn. Tul. & C.Tul. 1865 syn. (Tul. & C.Tul.) Berk. & M.A.Curtis 1868               | Akanthomyces pistillariiformis | (Pat.) Samson & H.C.Evans     |
| | Cordyceps tuberculata var. terminalis f. cockerellii syn. Ophionectria cockerellii syn. Cordyceps cockerellii                              | (Ellis & Everh.) Kobayasi 1941 syn. Ellis & Everh. 1892 syn. (Ellis & Everh.) Ellis 1910                                           |                                |                               |
| | Cordyceps tuberculata var. terminalis f. crista syn. Cordyceps crista                                                                      | (A. Möller) Kobayasi 1941 syn. A.Möller 1901                                                                                       |                                |                               |
| | Cordyceps tuberculata var. terminalis f. genuina                                                                                           | Kobayasi 1941 Kobayasi |                                |                               |
| | Cordyceps tuberculata var. tuberculata f. moelleri syn. Cordyceps moelleri                                                                 | (Henn.) Kobayasi 1941 syn. Henn. 1897                                                                                              |                                |                               |
| | Cordyceps typhuliformis | Berk. & Cooke 1884 (beschrieben als Cordyceps typhulaeformis)                                                                      |                                |                               |
| | Cordyceps washingtonensis | Mains 1947 |                                |                               |

## Verwendung
Cordyceps-Pilze sind genießbar, aber stellen keine klassischen Speisepilze dar. Verwendet werden sie seit Jahrhunderten in der traditionell-chinesischen Medizin als Heilmittel für verschiedene Erkrankungen. Vor allem in westlichen Ländern wird Cordyceps sinensis (Chinesischer Raupenpilz) als Supplement vermarktet. Ernstzunehmende Wirkungsbelege gibt es für keine gesundheitliche Anwendung.

## Cordyceps in der Popkultur
Cordyceps sind ein zentrales Element in der Videospielserie um The Last of Us und ihrer gleichnamigen Fernsehadaption, bei der Cordyceps Auslöser sind für eine Epidemie, bei der Menschen zu zombieähnlichen, kannibalischen Mutanten werden. Die Produzenten gaben an, von Ophiocordyceps unilateralis, der jedoch nicht mehr zur Gattung Cordyceps gezählt wird, inspiriert worden zu sein.